# Saint-Denis (Aude)
Saint-Denis település Franciaországban, Aude megyében. Lakosainak száma 511 fő (2022. január 1.). Saint-Denis Brousses-et-Villaret, Fontiers-Cabardès, Lacombe, Montolieu és Saissac községekkel határos.

## Népesség
A település népessége az elmúlt években az alábbi módon változott:
| Lakosok száma | 292  | 277  | 313  | 448  | 521  | 517  | 512  | 504  | 500  | 511  |
|               | 1968 | 1982 | 1990 | 2006 | 2013 | 2015 | 2017 | 2019 | 2020 | 2022 |